# The Solo Sessions : Volume 1
The Solo Session :  Volume 1 est un album du pianiste de jazz Bill Evans enregistré en 1963 et édité en 1989.

## Historique
Les titres qui composent cet album ont été enregistrés à New York, le 10 janvier 1963. La séance était produite par Orrin Keepnews en vue de la réalisation d’un album pour Riverside Records. Les morceaux n’avaient pas été publiés à l’époque.
Cet album fut publié pour la première fois en 1989 par le label Milestone (M 9170).
On trouvera d’autres titres provenant de la même séance sur The Solo Sessions : Volume 2.

## Titres de l’album
| No | Titre                                                                 | Auteur                                                                                                  | Durée  |
| -- | --------------------------------------------------------------------- | --- | ------ |
| 1. | What Kind of Fool Am I ? (prise 1)                                    | Leslie Bricusse, Anthony Newley                                                                         | 6:13   |
| 2. | Medley : My Favorite Things — Easy to Love — Baubles, Bangles & Beads | Richard Rodgers, Oscar Hammerstein II — Cole Porter — Alexandre Borodine, Robert Wright, George Forrest | 12 :27 |
| 3. | When I Fall in Love                                                   | Edward Heyman, Victor Young                                                                             | 3:01   |
| 4. | Medley : Spartacus Love Theme — Nardis                                | Alex North — Miles Davis                                                                                | 8:37   |
| 5. | Everything Happens to Me                                              | Tom Adair, Matt Dennis                                                                                  | 5:41   |
| 6. | April in Paris                                                        | Vernon Duke, E. Y. Harburg                                                                              | 5 :51  |

## Personnel
- Bill Evans : piano